# 陸曹候補生

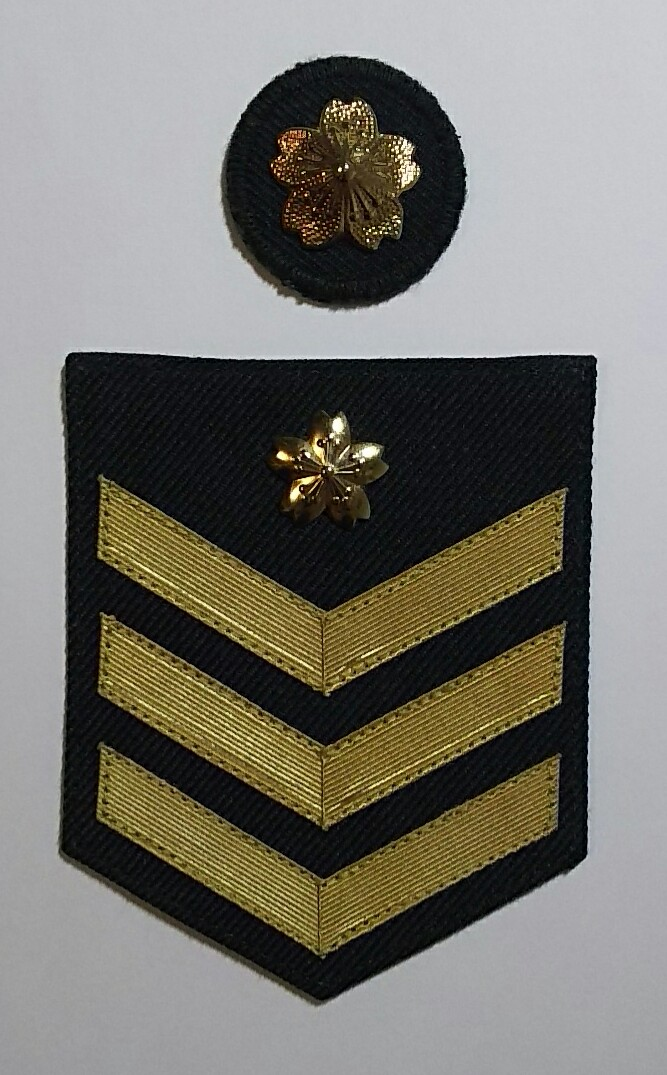
陸曹候補生たる陸士長（陸士長の階級章の上に陸曹候補者き章（乙）を装着。正式には制服の左腕部・迷彩服の右腕部に装着する。）

陸曹候補生（りくそうこうほせい）は、陸上自衛隊における陸曹（3等陸曹）昇任予定者。陸士長として、部隊等で実施される陸曹候補生選抜試験に合格し、陸曹候補生の指定を受け、初級陸曹としての教育を受ける候補生である。写真：階級章・き章は、自衛官候補生採用の陸士長が部隊等で実施される陸曹候補生選抜試験に合格し、陸曹候補生の指定を受けた時の階級＝陸曹候補生たる陸士長である。略称は「曹候」（海上自衛隊・航空自衛隊では旧・一般曹候補学生、一般曹候補生の略称）

## 概要
自衛官候補生（任期制隊員）採用の陸士長で約１年以上良好な成績で勤務し、部隊等で実施される陸曹候補生選抜試験に合格すると、陸曹候補生たる陸士長（非任期制隊員）に指定され、制服の左腕部・迷彩服の右腕部に「陸曹候補者き章（乙）」を装着する。一般曹候補生（非任期制隊員）採用の陸士長で約１年以上良好な成績で勤務し、部隊等で実施される陸曹候補生選抜試験の合格により、陸曹教育隊への入校が確定した時点で正式な陸曹候補生に指定となる。制服の予め襟に「陸曹候補者き章（甲）」を装着する。旧一般曹候補学生は、陸曹教育隊入校時期の指定があったため、部隊等で実施される陸曹候補生選抜試験の受験が免除のため、自動的に陸曹候補生の指定を受け、陸曹教育隊に入校していた。旧曹候補士は、部隊等で実施される陸曹候補生選抜試験の合格により陸曹候補生の指定を受け、陸曹教育隊に入校していた。2013年（平成25年）4月より、高等工科学校生徒制度において、生徒が陸上自衛隊高等工科学校を卒業後、生徒陸曹候補生たる陸士長（非任期制隊員）の自衛官に任官、制服の予め襟に陸曹候補者き章（甲）を装着し、陸曹教育隊への入校が確定する。
ちなみに、陸曹候補生たる陸士長に指定された時点で、中隊に所属する陸士の最上位者となる。このため、陸曹候補生選抜試験に合格しなかった先輩の陸士長がいた場合には、それらより序列が上位となることがしばしば見受けられる。

## 陸曹候補者き章の概要（陸曹教育隊入校時）
陸曹候補者き章（乙）（写真）
- （ 特徴 ）

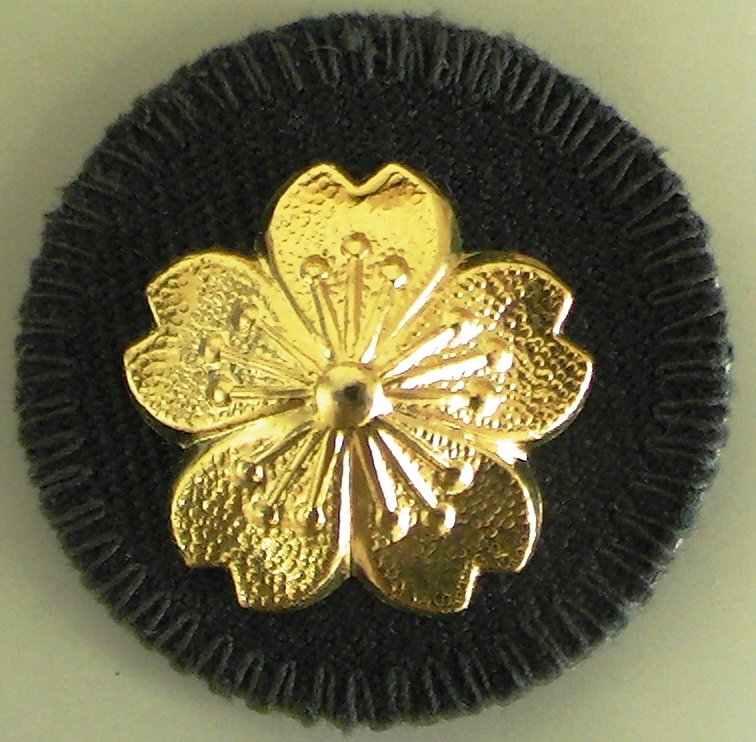
陸曹候補者き章（乙）

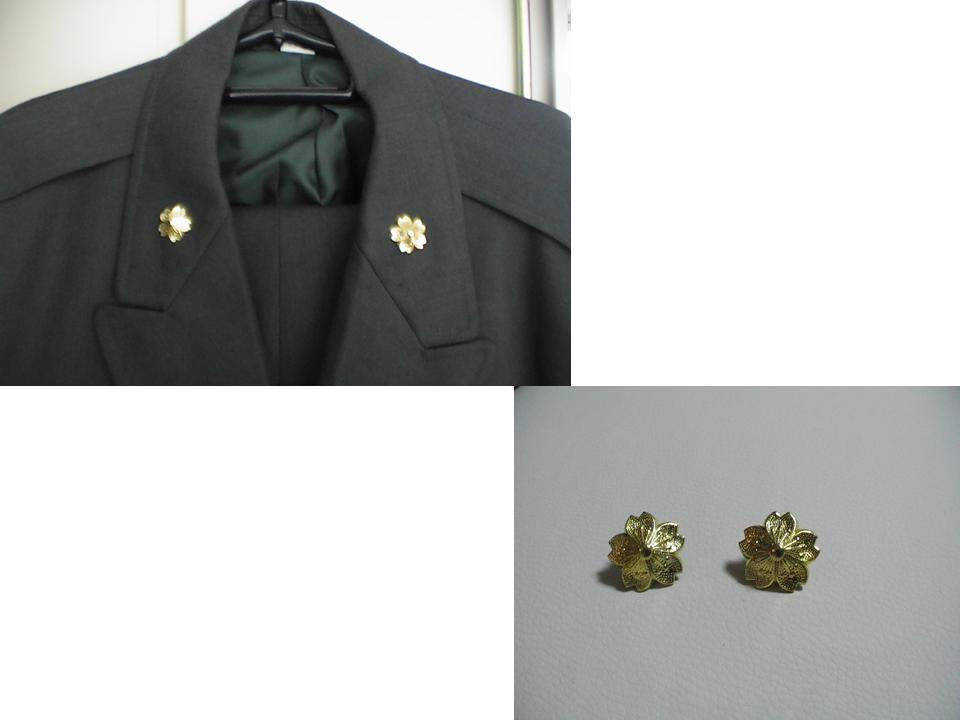
陸曹候補者き章（甲）

  - 金色の桜花を浮き彫りにした金属製のものであって、布製の円型の台地をつけたもの
- （ 着ける位置 ）
  - 制服の腕部に装着（陸曹候補生選抜試験に合格後、装着）
- （ 対象者 ）
  - 自衛官候補生採用の陸士長（陸曹候補生選抜試験に合格し、陸曹候補生に指定）

陸曹候補者き章（甲）（写真）
- （ 特徴 ）
  - 金色の桜花を浮き彫りにした金属製のものであって、ネジ式の留め具をつけたもの
- （ 着ける位置 ）
  - 制服の予め襟に装着（入隊から常備装着）
- （ 対象者 ）
  - 一般曹候補生採用の陸士長（陸曹候補生選抜試験に合格し、陸曹候補生に指定）
  - 高等工科学校生徒採用の陸士長（高等工科学校を卒業後、生徒陸曹候補生に指定）

旧制
- 陸曹候補者き章（乙）
  - 曹候補士採用の陸士長（陸曹候補生選抜試験に合格し、陸曹候補生に指定。常備装着）
    - 2006年度（平成18年度）募集（2007年度（平成19年度）入隊者）の第17期生をもって募集業務を終了

- 陸曹候補者き章（甲）
  - 一般曹候補学生採用の陸士長（陸曹候補生選抜試験の受験が免除、陸曹候補生に指定。常備装着）
    - 2006年度（平成18年度）募集（2007年度（平成19年度）入隊者）の第32期生をもって募集業務を終了

## 教育体系
陸曹候補生たる陸士長の指定を受けると陸曹候補生課程を受ける前に所属部隊にて、2〜4週間程（1ヵ月以内）の期間、陸曹候補生履修前教育を履修し、課程教育について行ける為の体力の向上、最低限の知識を学ぶ。
履修前教育を終了後、各方面隊管内（各方面隊の方面直轄部隊・各師団・各旅団、陸上総隊直轄部隊、機関等）に所属する陸曹候補生は、約3ヵ月程、各方面混成団隷下の陸曹教育隊及び東部方面混成団隷下の女性自衛官教育隊で初級陸曹として必要な共通的知識及び技能を修得するための教育（陸曹候補生課程）及び3曹昇任試験を受け、後に約3ヵ月程、各職種ごとの学校等において初級陸曹として必要な専門的知識及び技能を修得するための教育（初級陸曹特技課程）を受けた後、3等陸曹に昇任する。
各方面隊管内に所属する陸曹候補生の陸曹教育隊入校区分（陸曹候補生課程）
- 北部方面隊管内：北部方面混成団第1陸曹教育隊（東千歳駐屯地）
- 東北方面隊管内：東北方面混成団第2陸曹教育隊（仙台駐屯地）
- 東部方面隊管内：東部方面混成団第3陸曹教育隊（板妻駐屯地）
- 中部方面隊管内：中部方面混成団第4陸曹教育隊（大津駐屯地）
- 西部方面隊管内：西部方面混成団第5陸曹教育隊（久留米駐屯地)
- 女子（全方面隊）：東部方面混成団女性自衛官教育隊（朝霞駐屯地）
  - 普通科・野戦特科を除く職種の陸曹候補生：各陸曹教育隊の共通教育中隊
  - 普通科の陸曹候補生：各陸曹教育隊の普通科教育中隊
  - 野戦特科の陸曹候補生：第1陸曹教育隊・第2陸曹教育隊・第5陸曹教育隊の特科教育中隊
  - 全ての職種の陸曹候補生（女子）：女性自衛官教育隊の共通教育中隊

各方面隊管内に配属される生徒陸曹候補生の陸曹教育隊入校区分（生徒陸曹候補生課程）
- 北部方面隊管内：北部方面混成団第1陸曹教育隊（東千歳駐屯地）
- 東北方面隊管内：東北方面混成団第2陸曹教育隊（仙台駐屯地）
- 東部方面隊管内：東部方面混成団第3陸曹教育隊（板妻駐屯地）
- 中部方面隊管内：中部方面混成団第4陸曹教育隊（大津駐屯地）
- 西部方面隊管内：西部方面混成団第5陸曹教育隊（久留米駐屯地)

- - 生徒陸曹候補生：各陸曹教育隊の共通教育中隊（陸上自衛隊高等工科学校を卒業後、陸曹教育隊に入校）

陸曹候補生及び生徒陸曹候補生の初級陸曹特技課程入校区分
初級陸曹特技課程の教育を担任する職種学校
- 機甲科：陸上自衛隊富士学校[8]（富士駐屯地）
- 高射特科：陸上自衛隊高射学校（下志津駐屯地）
- 情報科：陸上自衛隊情報学校（富士駐屯地）
- 航空科：陸上自衛隊航空学校（明野駐屯地）
- 施設科：陸上自衛隊施設学校（勝田駐屯地）
- 通信科：陸上自衛隊通信学校（久里浜駐屯地）
- 武器科：陸上自衛隊武器学校（土浦駐屯地）
- 需品科：陸上自衛隊需品学校（松戸駐屯地）
- 輸送科：陸上自衛隊輸送学校（朝霞駐屯地）
- 会計科・警務科→陸上自衛隊小平学校（小平駐屯地）
- 衛生科：陸上自衛隊衛生学校（三宿駐屯地）
- 化学科：陸上自衛隊化学学校（大宮駐屯地）
- 音楽科：中央音楽隊（朝霞駐屯地）

初級陸曹特技課程の教育を担任する陸曹教育隊
- 普通科：陸曹教育隊:普通科教育中隊
- 野戦特科：第1陸曹教育隊・第2陸曹教育隊・第5陸曹教育隊：特科教育中隊
- 本部管理中隊等に所属の職種（普・野特・高特・機・施）：第2陸曹教育隊：通信教育中隊

## 教育体系の変更
- 一般曹候補生制度の場合、旧曹候補士・旧一般曹候補学生の統合採用制度であるが、実際のところ、旧曹候補士の制度と同じく、部隊等で実施される陸曹候補生選抜試験に合格しないと正式な陸曹候補生に指定されない制度である[9]。

- 技術陸曹選抜試験に合格し、陸曹候補生課程を履修している隊員は、昇任試験を受験せず、課程履修後すぐに指定階級に昇任する。2013年（平成25年）4月より、高等工科学校生徒制度において、生徒陸曹候補生課程が加わり、陸上自衛隊高等工科学校を卒業後、生徒が生徒陸曹候補生たる陸士長の自衛官に任官、陸曹教育隊に入校するよう教育体系が変更されている[10]。

- 他に陸曹教育隊へ入校しない任用区分としては、自衛隊中央病院高等看護学院の学生（看護学生）があったが、当制度については防衛医科大学校看護学科学生への移行に伴い、2012年度（平成24年度）募集（2013年度（平成25年度）入隊者）の第56期生をもって募集終了。

- 旧曹候補士・旧一般曹候補生採用者の場合は「陸曹候補生課程入校予定者」として扱われるが大きな違いはない。

- 海上自衛隊及び航空自衛隊においては、陸曹候補生課程に相当する教育に海曹・空曹予定者課程または初任海曹・初任空曹課程がある。
以前は曹昇任試験合格後直ちに3曹に昇任させ、その後教育隊で基礎教育を施していたが、空自は現在、昇任試験に合格しても空曹予定者課程を修了できない者は昇任することができない。

## 人事運用
- 原則として指定を受けた日から1年以内に陸曹候補生課程を修了し課程内にある昇任試験に合格しなければならない。
- 心身の故障等により1年以内に教育を修了する見込みのない場合・陸曹候補生としてふさわしくない行為のあった場合等は、指定が取り消される。
- 陸上自衛隊では、陸曹候補生課程の修業成績が、1等陸曹の昇任にまで影響を及ぼす（3等陸曹→2等陸曹→1等陸曹という昇任年数を決めるためであり、最短で10年[11]、最長で30年で昇任する）。海上自衛隊、航空自衛隊は2等海曹、2等空曹以上の昇任もすべて昇任試験を伴うため、3等海曹、3等空曹で定年を迎える者も少なくない（ただし、その大部分は重処分を受けたか、心身故障等特殊事情を有する者）。

## 陸曹候補生及び生徒陸曹候補生の表彰
- 各課程において、優秀な成績を収めた陸曹候補生及び生徒陸曹候補生が表彰される。

陸曹候補生課程の表彰
- 陸曹教育隊で表彰
  - 方面総監賞（共通）
  - 方面混成団長賞（共通）
  - 陸曹教育隊長賞（共通）
  - 共通教育中隊長賞（普通科・野戦特科を除く職種）
  - 普通科教育中隊長賞（普通科）
  - 特科教育中隊長賞（野戦特科）：第1陸曹教育隊・第2陸曹教育隊・第5陸曹教育隊のみ
  - 区隊長賞（共通）

- 女性自衛官教育隊で表彰（女子・共通）
  - 東部方面総監賞
  - 東部方面混成団長賞
  - 女性自衛官教育隊長賞
  - 共通教育中隊長賞
  - 区隊長賞

生徒陸曹候補生課程の表彰
- 陸曹教育隊で表彰（高等工科学校生徒卒後課程のため、職種は無し）
  - 方面総監賞
  - 方面混成団長賞
  - 陸曹教育隊長賞
  - 共通教育中隊長賞
  - 生徒区隊長賞

陸曹候補生及び生徒陸曹候補生 初級陸曹特技課程の表彰
- 初級陸曹特技課程の教育を担任する職種学校で表彰（普通科・特科・音楽科を除く職種）
  - 学校長賞
  - 教育部長賞
- 初級陸曹特技課程（音楽）の教育を担任する陸上自衛隊中央音楽隊で表彰（音楽科）
  - 中央音楽隊長賞
  - 教育科長賞
- 初級陸曹特技課程の教育を担任する陸曹教育隊で表彰（普通科・野戦特科・本部管理中隊等に所属の職種）
  - 普通科教育中隊長賞（普通科）
  - 特科教育中隊長賞（野戦特科）：第1陸曹教育隊・第2陸曹教育隊・第5陸曹教育隊のみ
  - 通信教育中隊長賞（本部管理中隊等に所属の職種）：第2陸曹教育隊のみ
  - 区隊長賞（普通科・野戦特科・本部管理中隊等に所属の職種）